# مارك كوين (موسيقي)
مارك كوين (بالإنجليزية: Mark Coyne)‏ هو موسيقي أمريكي، ولد في 19 نوفمبر 1962.

## وصلات خارجية
- مارك كوين على موقع ميوزك برينز (الإنجليزية)
- مارك كوين على موقع ديسكوغز (الإنجليزية)